# Friedrich Brütt
Claus Henning Friedrich Brütt (* 29. Oktober 1844 in Marne, Herzogtum Holstein; † 10. Juli 1921 in Rendsburg) war ein deutscher Verwaltungsjurist und Politiker. Über 38 Jahre war er Landrat des Kreises Rendsburg in der Provinz Schleswig-Holstein.

## Leben
Brütt studierte erst Medizin und dann Rechtswissenschaft an der Friedrich-Wilhelms-Universität zu Berlin, der Universität Leipzig und der Christian-Albrechts-Universität zu Kiel. Er wurde im Corps Guestphalia Leipzig (1865) und im Corps Holsatia (1866) aktiv. Nach den Examen war er Richter in Altona und Reinbek. Später wechselte er in die Polizeiverwaltung von Altona. 1875 wurde er ebendort zum Senator ernannt. 1880 wurde er Landrat des Kreises Kosten in der Provinz Posen. Zum 1. Oktober 1881 wechselte er als Landrat in den Kreis Rendsburg, Provinz Schleswig-Holstein. Dort wirkte er ununterbrochen bis zum 23. Juli 1919.
Brütt saß im Provinziallandtag Schleswig-Holstein und vertrat von 1894 bis 1918 als Abgeordneter den Wahlkreis Schleswig-Holstein 13 (Rendsburg) im Preußischen Abgeordnetenhaus. Dort schloss er sich der Fraktion der Freikonservativen an.